# Апер Бруквил (Њујорк)
Апер Бруквил (енгл. Upper Brookville) град је у америчкој савезној држави Њујорк.

## Демографија
По попису из 2010. године број становника је 1.698, што је 103 (-5,7%) становника мање него 2000. године.
| Група             | 2000.         | 2010.         |
| Белци             | 1.437 (79,8%) | 1.405 (82,7%) |
| Афроамериканци    | 102 (5,7%)    | 16 (0,9%)     |
| Азијати           | 130 (7,2%)    | 161 (9,5%)    |
| Хиспаноамериканци | 96 (5,3%)     | 80 (4,7%)     |
| Укупно            | 1.801         | 1.698         |